# USS Macdonough (DD-331)
USS Macdonough (DD-331) là một tàu khu trục lớp Clemson được Hải quân Hoa Kỳ chế tạo vào cuối Chiến tranh Thế giới thứ nhất. Nó là chiếc tàu chiến thứ hai của Hải quân Hoa Kỳ được đặt tên theo Thiếu tướng Hải quân Thomas Macdonough (1783-1825), người tham gia cuộc Chiến tranh 1812. Macdonough ngừng hoạt động năm 1930 và bị tháo dỡ cuối năm đó nhằm tuân thủ quy định hạn chế vũ trang của Hiệp ước Hải quân London.

## Thiết kế và chế tạo
Macdonough được đặt lườn vào ngày 24 tháng 5 năm 1920 tại xưởng tàu Union Iron Works của hãng Bethlehem Shipbuilding Corporation ở San Francisco, California. Nó được hạ thủy vào ngày 15 tháng 12 năm 1920, được đỡ đầu bởi Bà Charles W. Dabney, chắt của Thiếu tướng Thomas Macdonough; và được đưa ra hoạt động vào ngày 30 tháng 4 năm 1921 dưới quyền chỉ huy của Hạm trưởng, Thiếu tá Hải quân H. J. Ray.

## Lịch sử hoạt động
Đặt căn cứ tại San Diego, California trong suốt quãng đời hoạt động, Macdonough hoạt động chủ yếu dọc theo vùng bờ Tây Hoa Kỳ. Nó thỉnh thoảng tham gia các chuyến đi và cơ động của Hạm đội Chiến trận ngoài khơi bờ biển Thái Bình Dương của khu vực Trung Mỹ, quần đảo Hawaii và vùng biển Caribe, cũng như trong các đợt bố trí đặc biệt, như chuyến viếng thăm thiện chí cùng hạm đội đến Samoa, Australia và New Zealand từ ngày 20 tháng 6 đến ngày 26 tháng 9 năm 1925.
Vào ngày 22 tháng 3 năm 1929, Macdonough quay trở về San Diego sau cuộc tập trận hạm đội tổ chức ngoài khơi Balboa, Panama, và hoạt động ngoài khơi bờ biển Nam California cho đến khi được cho xuất biên chế tại San Diego vào ngày 8 tháng 1 năm 1930. Nó bị bán để tháo dỡ vào ngày 20 tháng 12 năm 1930 nhằm tuân thủ quy định cắt giảm vũ khí của Hiệp ước Hải quân London.